# 핫산말릭
대한민국의 힙합 프로듀서이자 음악 프로듀서, 예명은 핫산말릭(Hassan Malik), 본명은 김종석이다.
주로 한국 래퍼 비프리(B-Free)가 속해 있는 뉴웨이브 레코즈와 작업을 함께 진행하며, 지펑크(G-funk) 장르를 다수 프로듀싱했다.
주로 사용하는 DAW는 Logic Pro X, FL 스튜디오 등이 있으며, 국내에 얼마 남지 않은 지펑크 장르의 프로듀서 중 한 명이다.
이름이 Hassan Malik인 이유는 어릴 적 해외에 나가있을 시절 싸이월드에 가입하기 위해 구글링하여 나오는 외국인 신분증의 이름이 마흐비쉬 핫산 말릭(Mahvash Hassan Malik)인데, 이걸 이용하여 가입에 성공하여, 본 닉네임을 계속 쓰는 게 계기가 되어 작명하였다고 밝혔다.
피아노 건반과 꽃아쓰는 수도관 형상의 악기를 활용하여 작곡하는 등, 많은 음악 스타일을 계속 시도하고 있다.